# 30708 Echepolos
30708 Echepolos este o planetă minoră (asteroid), cu un diametru de 25,351 km, din Asteroid troian al lui Jupiter. A fost descoperită pe 16 octombrie 1977 la Observatorul Palomar de Cornelis Johannes van Houten. 
Obiectul prezintă o orbită caracterizată de o semiaxă mare de 5,2090663 UAi, o excentricitate de 0,013, o înclinație de 24,14813 ° în raport cu ecliptica.